# Маундс (Іллінойс)
Маундс (англ. Mounds) — місто (англ. city) в США, в окрузі Пуласкі штату Іллінойс. Населення — 661 особа (2020).

## Географія
Маундс розташований за координатами 37°6′58″ пн. ш. 89°12′10″ зх. д. / 37.11611° пн. ш. 89.20278° зх. д. (37.116193, -89.202885).  За даними Бюро перепису населення США в 2010 році місто мало площу 3,15 км², з яких 3,13 км² — суходіл та 0,02 км² — водойми.

## Демографія
Згідно з переписом 2010 року, у місті мешкало 810 осіб у 337 домогосподарствах у складі 196 родин. Густота населення становила 257 осіб/км².  Було 433 помешкання (138/км²).
Расовий склад населення:
| - 73,7 % — чорних або афроамериканців - 22,7 % — білих - 0,7 % — корінних американців - 0,4 % — азіатів |

До двох чи більше рас належало 1,6 %. Частка іспаномовних становила 3,2 % від усіх жителів.
За віковим діапазоном населення розподілялося таким чином: 29,0 % — особи молодші 18 років, 57,0 % — особи у віці 18—64 років, 14,0 % — особи у віці 65 років та старші. Медіана віку мешканця становила 36,2 року. На 100 осіб жіночої статі у місті припадало 87,1 чоловіків;  на 100 жінок у віці від 18 років та старших — 79,1 чоловіків також старших 18 років.
Середній дохід на одне домашнє господарство  становив 33 173 долари США (медіана — 20 227), а середній дохід на одну сім'ю — 44 511 долар (медіана — 31 250). Медіана доходів становила 31 250 доларів для чоловіків та 32 500 доларів для жінок. За межею бідності перебувало 35,2 % осіб, у тому числі 54,5 % дітей у віці до 18 років та 23,3 % осіб у віці 65 років та старших.
Цивільне працевлаштоване населення становило 369 осіб. Основні галузі зайнятості: освіта, охорона здоров'я та соціальна допомога — 27,4 %, будівництво — 12,5 %, роздрібна торгівля — 8,9 %, науковці, спеціалісти, менеджери — 8,9 %.